# Persillesovs
El persillesovs (pronunciación en danés: /paɐ̯siləsɒʊ̯s/; lit. 'salsa de perejil') es una salsa típica de la cocina danesa, cuyo ingrediente principal es el perejil fresco picado, y bajo la cual se bañan las papas que acompañan platos de cerdo frito o pescado.
Antiguamente no se recomendaba recalentar la salsa. Hoy en día, no hay problemas asociados con esto, siempre que la higiene y el enfriamiento tengan sentido. En la década de 1960, estaba de moda que las amas de casa y los chefs le dieran a la comida «la pizca verde», lo que significaba colocar perejil recién picado sobre el bistec o la salsa justo antes de servirlo a la mesa.
En un buen restaurante no se produce recalentamiento ya que la comida se sirve inmediatamente y se desechan las sobras de la mesa. De lo contrario, pueden desarrollarse cultivos bacterianos más grandes en los alimentos. Especialmente en salsa de perejil con perejil verde fresco. Aquí, el nitrito se puede desarrollar aún más después de un fuerte crecimiento bacteriano prolongado. Sin embargo, en un hogar común, calentar durante varios minutos a más de 65 grados después de la adición de hierbas puede prevenir un mayor desarrollo bacteriano.